# Pacello da Mercogliano
Catello Mazzarotta (o Mazzaratta), conosciuto come Pacello da Mercogliano (anche francesizzato in Pierre de Mercollienne; Mercogliano, 1455 – 1534), fu un architetto di giardini e opere idrauliche.

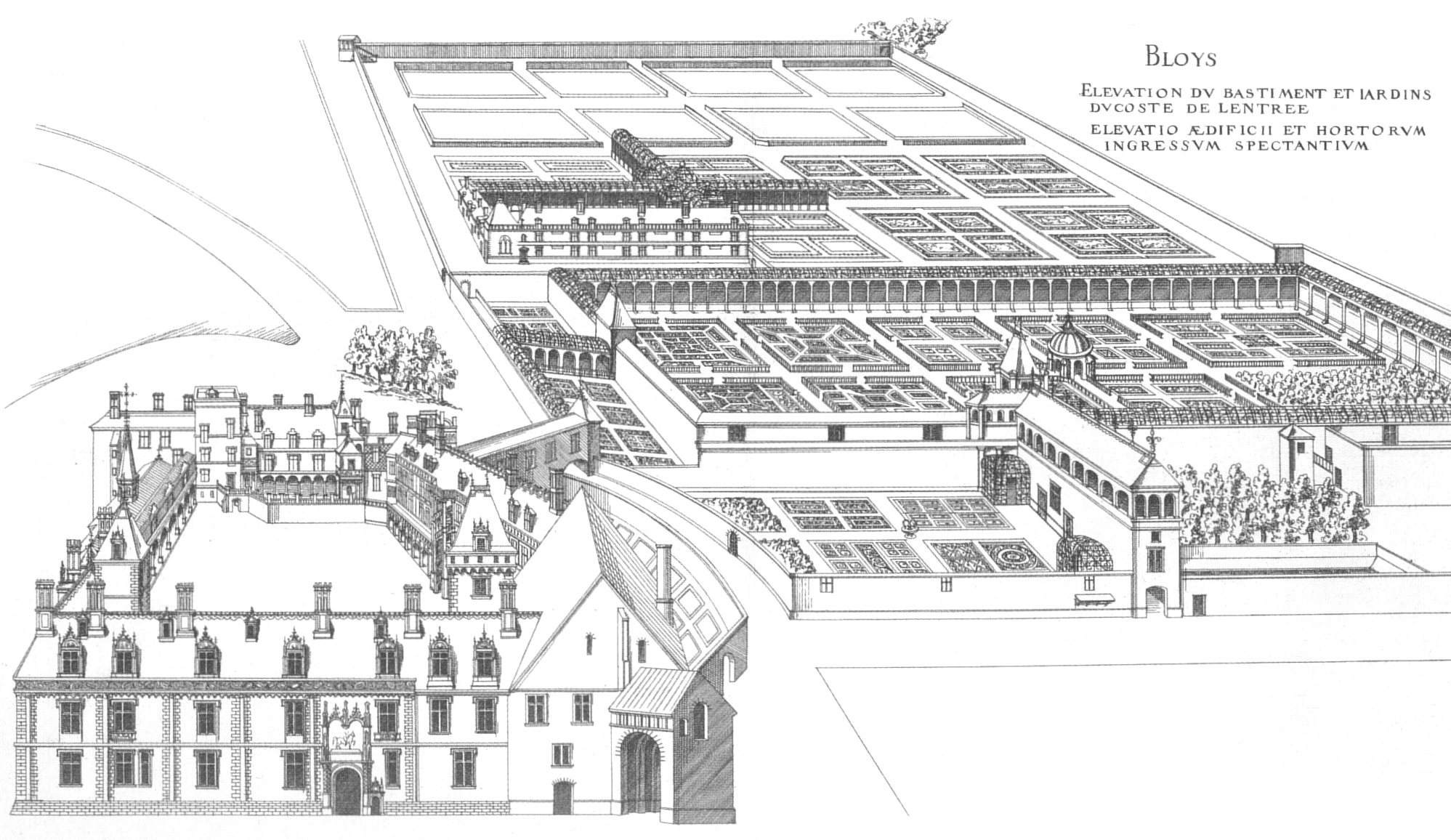
I giardini di Blois in una stampa del 1575.

Si conosce poco della biografia e niente relativamente al periodo di formazione, anche se sappiamo che era un frate, o forse un prete.

Sul finire del XV secolo, fu maestro giardiniere al servizio di Alfonso d'Aragona, Duca di Calabria per il quale curò la sistemazione dei giardini della scomparsa villa di Poggioreale, e probabilmente anche quelli posti tra la villa della Duchesca e Castel Capuano, anch'essi scomparsi completamente.
Nel 1495 Carlo VIII durante la sua spedizione militare in Italia rimase entusiasta dei giardini degli Aragonesi e convinse quindi Pacello a seguirlo in Francia, insieme a fra' Giovanni Giocondo con cui sembra avesse collaborato a Poggioreale e molti altri artisti e artigiani attivi nei cantieri reali di Napoli.
In Francia Pacello ebbe modo di occuparsi come "giardiniere del re", per incarico di Carlo VIII e del suo successore Luigi XII, dei giardini di varie residenze reali come quelle di Château-Gaillard ad Amboise, anche se il suo nome è legato soprattutto alla realizzazione dei giardini della reggia di Amboise, del castello di Blois e del castello di Gaillon, in collaborazione forse con fra' Giovanni Giocondo.
A lui è attribuita l'introduzione in Francia di elementi rinascimentali come il parterre che divide il terreno con partizioni ortogonali con intenti scenografici e la presenza di fontane, padiglioni e logge. Introduce anche la coltivazione in vaso di agrumi, da riparare in inverno in stanza apposite.